# Acanthoscelidius griseus
Espèce
Acanthoscelidius griseus est une espèce d'insectes appartenant à la famille des Curculionidae.